# La Cofradía, Apatzingán
La Cofradía är en ort i Mexiko.   Den ligger i kommunen Apatzingán och delstaten Michoacán de Ocampo, i den södra delen av landet, 300 km väster om huvudstaden Mexico City. La Cofradía ligger 202 meter över havet och antalet invånare är 385.
Terrängen runt La Cofradía är kuperad söderut, men norrut är den platt. Runt La Cofradía är det ganska glesbefolkat, med 47 invånare per kvadratkilometer. Närmaste större samhälle är Antúnez, 18,0 km nordost om La Cofradía. I omgivningarna runt La Cofradía växer huvudsakligen savannskog.